# 震災手形
震災手形（しんさいてがた）は、関東大震災のため支払いができなくなった手形のこと。往時の報道では震手と略称された。特別に震災手形と呼ばれるものが出回ったのではなく、一般に流通する手形のうち被災地に関わるもののみが緊急勅令によるモラトリアムや法令により日本銀行が再割引することで補償の対象となり、こう呼ばれる。再割引の際にはスタンプを押して識別した。鈴木商店が振り出したような、折からの不況で不良債権となったものも混乱に乗じて大量に紛れ込んだ。

## 起因
1923年（大正12年）9月1日に起こった関東大震災は当時の日本銀行の推計で45.7億円の損害が出た。当時の国家予算が15億円、またGNPは150億円であったことを見ても、甚大な被害であることがわかる。このため被災した企業が支払いができなくなる事態を想定して、9月7日に緊急勅令によるモラトリアムが出され、9月中に支払期限を迎える金融債権のうち被災地域の企業・住民が債務者となっているものについては支払期限を1か月間猶予した。続いて、割引手形がモラトリアム終了後にも決済不能となって経済活動が停滞して悪影響が生じる懸念に対応し、これらの手形に流動性を付与するため、9月29日に震災手形割引損失補償令が出された。被災地の東京・横浜で営業していた企業などが振り出したもので、震災以前に割引手形となっていたものを対象として日本銀行が再割引に応じて現金を供給した。支払いに2年間の猶予を与え、日本銀行が損失を被った場合は政府が1億円まで補償するという内容であった。

## 根拠法・法令等

### モラトリアム令
正式名称「私法上の金銭債務の支払延期及手形の権利保存行為の期間延長に関する件」
- 大正12年勅令第404号 1923年（大正12年）9月7日発布
- 特定地域において9月1日から30日を支払期限とする債務について、支払い期限を30日延長する。

### 日本銀行震災手形割引損失補償令
- 大正12年勅令第424号、1923年（大正12年）9月23日発布
- 特定地域で振り出された手形で1923年（大正12年）9月1日（関東大震災当日）以前に銀行が割引き、期限が同30日までの物は、日本銀行が再割引に応じる。
- 再割引した手形の決済期限は1925年（大正14年）9月30日とする。
- これらの手形の処理で日本銀行が損失を被った場合は1億円に限り政府が補償する。
- 1925年（大正14年）3月31日公布の法律第35号[1]で期限を1926年（大正15年）9月30日まで繰り延べ。
- 1926年（大正15年）3月29日公布の法律第33号[2]で期限を1927年（大正16年[3]）9月30日まで繰り延べ。

### 震災手形関係二法
震災手形善後処理法と震災手形損失補償公債法を合わせて言い、1927年（昭和2年）1月26日に第52回帝国議会に上程された。この処理を巡る政争から金融不安が高まり、昭和金融恐慌が発生した。

#### 震災手形善後処理法
- 昭和2年法律第20号
- 1927年（昭和2年）3月30日施行
- 日本銀行震災手形割引損失補償令で日本銀行が割引いた手形を所有する銀行に2億700万円を限度に国債を貸し付け、10年割賦で返済を行う。

#### 震災手形損失補償公債法
- 昭和2年法律第19号
- 1927年（昭和2年）3月30日施行
- 日本銀行が震災手形の処理で被った損害については、1億円を限度に国債の形で政府が補償する。

## 選別
実際には持ち込まれた手形のうち、震災を原因として真に困窮に陥ったものについては「リスクが大きい」として排除したり、追加の担保の差し入れを求めるなどの選別が行われたとの指摘がある。震災によって一挙に財産や担保となる物件を失った場合には直ちに金策を巡らすことが困難で、それゆえにモラトリアムの対象とすべきところが、かえって担保がなくリスクの高い案件と見なされて排除された。一方で一応の担保を備え形式を整えた手形が「安全」と見なされ震災手形の扱いを受けた。この中には鈴木商店関連など第一次世界大戦後の投機の失敗で決済不能となった手形が大量に紛れ込み、期限である1924年（大正13年）3月までに日本銀行が行った再割引は補償限度を超える4億3000万円以上になった。

## 処理
当初は、およそ2年で手形の決済がほぼ完了すると予想し、猶予期限を2年とした。しかし、前述のように、真に震災を直接の原因とする危険な手形が避けられる一方、安全・確実と見られて受け入れられた手形の中には形式上は担保も備えているが実際は投機の失敗で支払いの見込みの無い悪質な手形も含まれていた。それらの手形は期限が到来しても処理が進まず2億円を超える膨大な不良債権が残された。
やむなく1年の期限延長を2回繰り返して1927年（昭和2年）9月まで延長したもののなお処理が進まず、同年初頭、10年で償還する国債を発行して損失を処理する震災手形関係二法が提出された。この頃には、不良債権のかなりの部分が台湾銀行の所有するものであり、その要因は鈴木商店への多額の貸付の焦げ付きであるとささやかれていた。法案には台湾銀行の不良債権の実態を調べて根本的に整理するという付帯条件が付けられた。

## 影響
経済全般をみても、第一次世界大戦終結後の在庫の大量滞留によって引き起こされた不況がようやく改善された矢先の震災によって、必要以上の緊急輸入を行ったために再度の在庫の大量滞留が発生して復興景気の効果を相殺し、結果的に震災手形の不良債権化の要因の一つとなった。こうした中で震災手形の処理方法を巡る政争をきっかけにして1927年（昭和2年）の昭和金融恐慌が発生することになった。